# Michael Maassen
Michael Maassen (* 26. Juni 1942 in Berlin; † 11. November 2002 in Basel) war ein deutscher Schauspieler und Hörspielautor.

## Leben
Maassen erhielt seine schauspielerische Ausbildung von 1961 bis 1963 bei Marlise Ludwig in Berlin. Von 1968 bis 1971 war er am Niedersächsischen Staatstheater Hannover engagiert, von 1971 bis 1979 am Theater am Neumarkt in Zürich und an anderen Schweizer Bühnen, schließlich von 1980 bis 1985 an der Schaubühne Berlin. Hier spielte er unter anderem 1983 den Vikar Diouff in Jean Genets Die Neger. 1985 zeigte er am Bayerischen Staatsschauspiel den Soloabend Ich habe mitgedacht, eine Collage über Adolf Eichmann, die im selben Jahr an der Berliner Schaubühne herausgekommen war.
Danach spielte Maassen vor allem im Rahmen von Gastverpflichtungen in der Schweiz, so 1987 bis 1990 am Schauspielhaus Zürich. 1990 bis 2002 war er mit kurzen Unterbrechungen als Gast oder als Ensemblemitglied am Theater Basel tätig, daneben an anderen Theatern in Deutschland und in der Schweiz. Er verfasste auch Hörspiele wie Die ersten Männer (1983) und Ich habe mitgedacht (1985).
Er spielte die Hauptrolle bei der Romanverfilmung Schilten (1979) von Beat Kuert und wirkte auch am Drehbuch mit.

## Filmografie (Auswahl)
- 1972: Fegefeuer in Ingolstadt (Fernsehfilm)
- 1974: Mulungu
- 1976: Der Gehülfe
- 1978: Alzire oder der neue Kontinent
- 1979: Grauzone
- 1979: Schilten
- 1980: Nestbruch
- 1982: Das Flugjahr
- 1983: Klassen Feind
- 1983: Pi-errotische Beziehungen
- 1986: Lenz oder die Freiheit (Vierteiler)
- 1991: Anna Göldin – Letzte Hexe
- 1992: Die Antigone des Sophokles nach der Hölderlinschen Übertragung für die Bühne bearbeitet von Brecht
- 1994: Wachtmeister Zumbühl
- 1997: Propellerblume
- 2001: Studers erster Fall (Fernsehfilm)

## Hörspiele (Auswahl)
- 1965: Friedhofsgespräche. Ein Gang über den Friedhof – Vor dem Begräbnis – Abschied – Regie: Siegfried Niemann (Hörspiel – SFB)
- 1966: Bella (auch Sprecher: Peter) – Regie: Siegfried Niemann (Hörspiel – SFB)
- 1967: Liebe undsoweiter. Papas erste Liebe – In Erwartung des Brautpaares – Tschüs, Liebling – Regie: Siegfried Niemann, Rolf von Goth (Kurzhörspiel – SFB)
- 1968: Reden, Reden, Reden (Ein Anfänger; Anrufe; Verständigungsversuch) – Regie: Siegfried Niemann (Original-Hörspiel – SFB/RB)
- 1969: Am hellen Tag – Regie: Siegfried Niemann (Originalhörspiel, Kurzhörspiel – SFB)
- 1978: Vatermutterkind – Regie: Günter Guben (Originalhörspiel, Kurzhörspiel – HR)
- 1983: Die ersten Männer – Regie: Jörg Jannings (Originalhörspiel – RIAS)
- 1984: Mit den Co-Autoren Martin Koerber und Richard Kostelanetz: Nach Weißensee (auch Sprecher) – Regie: Martin Koerber, Richard Kostelanetz und Michael Maaßen (Hörspiel – RIAS)
- 1985: Ich habe mitgedacht (Einziger Sprecher) – Regie: Michael Maaßen (Hörspiel – SFB)

Nur Sprecher:
- 1985: Elfriede Czurda: Autobahn. Jede Gesellschaft macht ihre Mörder (Kommentator) – Regie: Elfriede Czurda (Originalhörspiel – RB/ORF)
- 1985: Cecilie Løveid: Auf Abenteuer (Carl Gustav Hagelin) – Regie: Jörg Jannings (Hörspiel – WDR/RIAS)
- 1985: Peter Radtke: Auch ein Othello (Aufseher) – Regie: Bärbel Jarchow-Frey (Hörspiel – RIAS)
- 1985: István Eörsi: Jolán und die Männer (Herr Morgenrot) – Regie: George Tabori (Hörspiel – RIAS)
- 1986: Werner Wiedenmeier: Helgoland (M1) – Regie: Ulrike Brinkmann (Hörspiel – RIAS)
- 1986: Arno Schmidt Massenbach. Eine historische Revue (2 Teile) (Kronprinz/König Friedrich Wilhelm III) – Regie: Jörg Jannings (Hörspiel – NDR)
- 1986: George Tabori, Jörg Jannings: Erste Nacht letzte Nacht (Peabody) – Regie: Jörg Jannings (Originalhörspiel – RIAS/NDR)
  - Auszeichnung: Hörspiel des Monats Dezember 1986

•	1989: Friedrich Glauser: Matto regiert (Dr. Laduner) – Regie: Martin Bopp (Hörspielbearbeitung – SWF/SR DRS)